# Femur
Femurul este osul care formează scheletul coapsei animalelor, fiind cel mai mare os din corp (la omul adult acesta măsoară 40–50 cm). La extremitatea sa superioară (epifiza superioară) se găsește capul femural care este legat de corpul femurului (sau diafiza) prin intermediul colului femural. La unirea colului femural cu diafiza femurală se găsesc două proeminențe numite trohanterul mare și trohanterul mic, unite prin linia intertrohanterică. Celălaltă epifiză este formată din condilii lateral și medial, epicondilii lateral și medial, tuberculul adductor și fața patelară care este acoperită de rotulă (sau patela).

## Orientare
Se așează superior extremitatea cotita, medial suprafața sferica si articulara a aceste extremitati, posterior marginea mai aspra a osului.

## Corpul
Corpul femurului (Corpus femoris, Corpus ossis femoris) este încurbat posterior, având o ușoară curbură cu o concavitate posterioară. Corpul este prismatic triunghiular și are trei fețe (anterioară, laterală și medială) și trei margini (medială, laterală și posterioară, numită linia aspră).
- Fața anterioară, cuprinsă între marginea medială și marginea laterală, este convexă și netedă, pe ea inserându-se mușchiul vast intermediar (Musculus vastus intermedius).

- Fața laterală, cuprinsă între marginea laterală și marginea posterioară, este netedă spre extremități și se strâmtează, ca și fața medială, spre extremitatea inferioară. Pe ea se inserează mușchiului vast intermediar (Musculus vastus intermedius)

- Fața medială, cuprinsă între marginea medială și marginea posterioară, este netedă și nu are nici o particularitate. Ea este mai largă superior și se strâmtează spre extremitatea inferioară, unde devine unghiulară

Dintre margini, numai cea posterioară este pronunțată; celelalte două - medială și laterală - sunt abia schițate și puțin pronunțate, așa că fața anterioară trece nesimțit spre fețele laterală și medială.
- Marginea medială puțin pronunțată este situată între fața anterioară și fața medială.

- Marginea laterală puțin pronunțată este situată între fața anterioară și fața laterală.

- Marginea posterioară a femurului este situată între fața medială și fața laterală și străbate de sus în jos corpul femurului. Ea este denumită linia aspră (Linea aspera) deoarece este rugoasă, proeminentă, groasă și largă (pe alocuri măsoară 6–8 mm). Linia aspră se trifurcă superior, iar inferior se bifurcă și prezintă prezintă pe porțiunea mijlocie un interstițiu cu două buze: buza laterală și buza medială.

- Pe buza laterală (Labium laterale lineae asperae) se inseră mușchiul vast lateral (Musculus vastus lateralis) și septul intermuscular lateral (Septum intermusculare femoris laterale).

- Pe buza medială (Labium mediale lineae asperae) se inseră mușchiul vast medial  (Musculus vastus medialis) și septul intermuscular medial (Septum intermusculare femoris mediale).

- Pe interstițiul liniei aspre se inserează capul scurt al bicepsului femural (Caput breve musculi bicipitis femoris) și cei trei mușchii adductori ai coapsei: mușchiul adductor mare (Musculus adductor magnus), mușchiul adductor scurt (Musculus adductor brevis) și  mușchiul adductor lung (Musculus adductor longus).

În porțiunea superioară, linia aspră se trifurcă, dând: o ramură laterală, o ramură medială și o ramură mijlocie.
- Ramură laterală de trifurcație (linia de trifurcație laterală) continuă buza laterală a liniei aspre și se îndreaptă în direcție laterală spre fața posterioară a marelui trohanter; fiindcă dă inserție mușchiului gluteu mare sau fesierului mare (Musculus gluteus maximus), poartă numele de creasta gluteală (Crista glutea). Ea se termină sub marele trohanter prin niște rugozități alungite care formează tuberozitatea gluteală sau tuberozitatea fesieră (Tuberositas glutea sau Tuberositas glutaealis), care uneori se poate transforma într-un adevărat tubercul, numindu-se atunci trohanterul al treilea sau al treilea trohanter (Trochanter tertius); pe tuberozitatea gluteală se inserează o porțiune a mușchiului gluteu mare (Musculus gluteus maximus).

- Ramura medială de trifurcație (linia de trifurcație medială) sau creasta vastului medial, trece pe sub trohanterul mic și se continuă anterior cu linia intertrohanterică de pe epifiza superioară; pe ea se inseră mușchiul vast medial (Musculus vastus medialis).

- Ramura mijlocie de trifurcație (linia de trifurcație mijlocie), aflată sub trohanterul mic, continuă buza medială a liniei aspre, pe ea se inseră mușchiul pectineu (Musculus pectineus), motiv pentru care se numește linia pectineală (Linea pectinea).

Spre extremitatea inferioară, linia aspră se bifurcă în 2 ramuri (ramura medială și ramura laterală) care diverg și se termină fiecare pe condilul corespunzător al femurului.
- Ramura de bifurcație medială continuă buza medială a liniei aspre și se numește linia supracondiliană medială (Linea supracondylaris medialis) care se termină pe tuberculul adductorului aflat deasupra condilului medial; aceasta linie prezintă o ușoară depresiune în porțiunea ei mijlocie determinată de trecerea arterei femurale (Arteria femoralis).

- Ramura de bifurcație laterală continuă buza laterală a liniei aspre și se numește linia supracondiliană laterală (Linea supracondylaris lateralis) care se termină pe condilul  lateral.

- Între cele două ramuri condiliene de bifurcație ale liniei aspre și linia intercondiliană se găsește o suprafață plană, triunghiulară cu vârful în sus numită fața poplitee (Facies poplitea), aflată deasupra fosei intercondiliene.

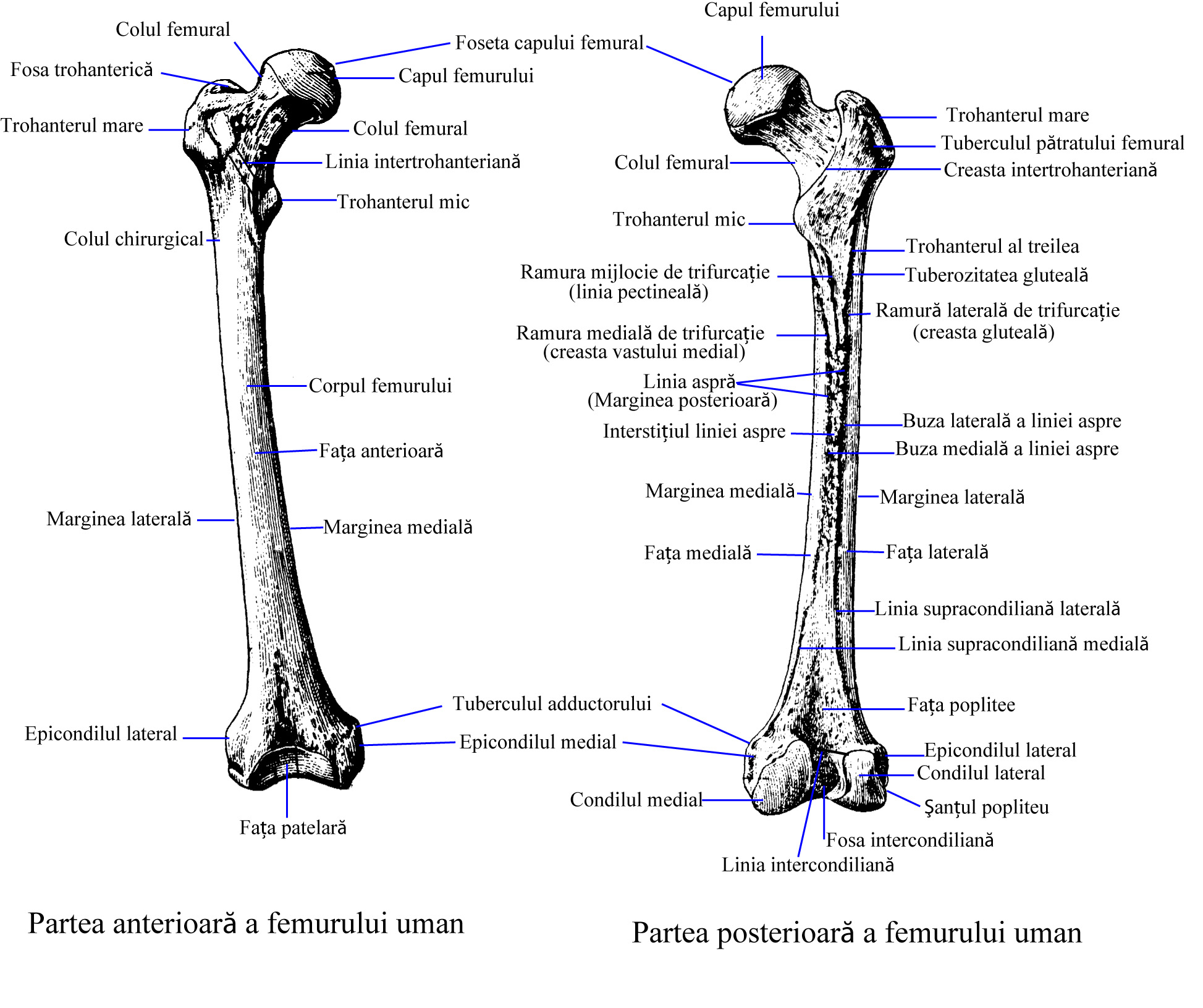

## Extremitatea sau epifiza superioară (proximală)
Extremitatea sau epifiza superioară (sau proximală) a femurului  prezintă aceleași porțiuni constitutive ca și extremitatea superioară a umărului, adică: un cap articular, un col  (col anatomic) și două tuberozități, numite marele trohanter și micul trohanter. Ea se unește cu corpul femurului prin colul chirurgical. Trohanterul mare și trohanterul mic sunt uniți prin linia intertrohanteriană (situată anterior) și prin creasta intertrohanteriană (mai proeminentă ca precedenta, situată posterior).
- Capul femurului sau capul femural (Caput femoris) este articular și sferic, constituind 2/3 dintr-o sferă. El este orientat medial, superior și înainte și prevăzut cu o suprafață articulară pe toată întinderea lui. Capul femural pătrunde în acetabul (Acetabulum) și se articulează cu fața lunată a acetabulului (Facies lunata acetabuli) formând articulația șoldului (Articulatio coxae). Posterior capsula articulară nu ajunge până la creasta intertrohanterică, ci se inseră pe fața posterioară a colului femural. În centrul feței articulare, înapoia și dedesubtul centrului ei,  se găsește o depresiune ovalară, foseta capului femural sau foseta ligamentului rotund (Fovea capitis femoris), care, în jumătatea ei antero-superioară este rugoasă, porțiune pe care se inserează ligamentul rotund sau ligamentul capului femural (Ligamentum capitis femoris).

- Colul femural sau colul anatomic (Collum femoris). Este o coloană osoasă puternică, care unește capul cu restul epifizei, el este turtit antero-posterior pe cea mai mare întindere și lărgit, aproape cilindric, la extremitatea lui medială. Colul femurului are axul lung îndreptat oblic de sus în jos și medio-lateral. Axul lung al colului formează cu axul corpului un unghi,  numit unghiul de înclinație sau unghiul de flexiune, care măsoară 125-130° (130° la bărbat și 120° la femeie). Axul colului formează cu axul transversal al extremității inferioare un alt unghi, numit unghiul de declinație care este deschis medial, și măsoară în medie 12°. Axul transversal ce trece prin condilii femurali răspunde planului frontal al corpului, pe când cel al colului este oblic înainte și medial.  Modificările unghiurilor de înclinație și declinație au mare influență asupra atitudinii membrului inferior. Mărirea unghiului de declinație pune membrul inferior în rotație laterală, iar micșorarea sau reducerea lui la zero duce, membrul inferior în rotație medială. Mărirea unghiului de înclinație dintre colul femural și diafiza femurală are ca rezultat ducerea membrului inferior în abducție și rotație externă, această poziție vicioasă a membrului inferior poartă numele de coxa valga  -  colul femural se verticalizează, diafiza situându-se aproape în prelungirea sa. Micșorarea unghiului de înclinație dintre colul femural și diafiza femurală imprimă o adducția a membrului inferior,  această poziție vicioasă poartă numele de coxa vara. În formele clinice de coxa vara se întâlnesc asociate diminuarea unghiului de înclinație și a celui de declinație. Membrul e pus în adducție și rotație internă și colul femural se orizontalizează.[1]

Din punct de vedere descriptiv colul prezintă: 2 fețe (anterioară și posterioară), 2 margini (superioară și inferioară) și 2 extremități (medială și laterală).
- Fața anterioară a colului este rugoasă și presărată cu câteva găurele și asperități. Ea este orientată în jos și anterior și mărginită lateral de o linie rugoasă - linia intertrohanteriană sau linia intertrohanterică (Linea intertrochanterica). Această linie coboară de la trohanterul mare spre cel mic, ocolindu-l inferior pe acesta fără să-l atingă și se continuă cu ramura de trifurcație medială a liniei aspre; ea se află medial de trohanterul mic. Pe linia intertrohanteriană se inseră anterior capsula articulară a articulației coxofemurale (Articulatio coxae). Se observă adesea la cele două extremități ale ei doi tuberculi: unul superior numit pretrohanterian, deoarece e situat înaintea trohanterului mare și altul inferior numit pretrohantinian, situat înaintea trohanterului mic sau trohantin.

- Fața posterioară a colului concavă în sens transversal, convexă de sus în jos, este orientată în sus și posterior și limitată lateral printr-o creastă foarte pronunțată - creasta intertrohanteriană sau creasta intertrohanterică (Crista intertrochanterica), care coboară de la trohanterul mare spre cel mic. La partea mijlocie, această creastă are un puternic mamelon rotunjit numit tuberculul pătratului femural (Tuberculum quadratum) pentru inserția mușchiului pătrat femural (Musculus quadratus femoris). Pe această creasta nu se inseră capsula articulară a articulației coxofemurale; ea se inseră mai înăuntrul crestei intertrohanteriene, astfel că nu toată fața posterioară a colului e în raport cu capsula articulației coxofemurale.

- Marginea superioară a colului e foarte scurtă, leagă capul de marele trohanter. Ea este concavă în sens transversal, este mult îngroșată și aproape orizontală.

- Marginea inferioară a colului descinde către corpul osului și este oblică și mai ascuțită.

- Extremitatea medială a colului este rotundă și se umflă spre a se uni cu capul femural.

- Extremitatea laterală a colului sau baza colului se continuă cu corpul osului și cu cei doi trohanteri: trohanterul mare și trohanterul mic.

- Trohanterul mare sau marele trohanter (Trochanter major) se prezintă ca o proeminență sau tuberozitate patrulateră  (sau cubică, prismatică) îndreptată în sus, care continuă corpul osului femural în sus.  Trohanterul mare se poate palpa cu ușurință pe fața laterală a coapsei. Pentru studiul altor formațiuni anatomice și procese patologice este important de cunoscut care sunt elementele descriptive ale acestei formațiuni osoase. Pe trohanterul mare se inseră unii mușchi care unesc pelvisul cu femurul, numiți din această cauză mușchi pelvi-trohanterieni (gluteu mijlociu, gluteu mic, piriform, obturator intern ș.a.).

Trohanterul are două fețe (laterală, medială) și patru margini (anterioară, posterioară, superioară, inferioară).
- Fața laterală (externă) a trohanterului mare prelungește fața laterală a femurului și este tăiată în diagonală de o creastă osoasă oblic îndreptată în jos și înainte; pe această creastă se inseră mușchiul fesier mijlociu (Musculus gluteus medius).

- Fața medială (internă) a trohanterului mare este confundată în partea cu colul, în partea liberă. Pe această față se găsește o gropiță delimitată de fața posterioară a colului, numită fosa trohanterică sau foseta digitată (Fossa trochanterica); în fundul ei se inseră mușchiul obturator extern (Musculus obturatorius externus), iar la partea ei anterosuperioară se inseră tendonul comun al mușchilor obturator intern (Musculus obturatorius internus) și al celor doi gemeni, superior  și inferior (Musculus gemellus superior și Musculus gemellus inferior).

- Marginea anterioară a trohanterului mare, foarte lărgită, dă inserțiune mușchiului fesier mic (Musculus gluteus minimus).

- Marginea posterioară a trohanterului mare reprezintă porțiunea inițială a crestei intertrohanteriene.

- Marginea superioară a trohanterului mare, orizontală, prezintă la partea ei mijlocie o impresiune ovală pe care se inseră mușchiul piriform (Musculus piriformis).

- Marginea inferioară a trohanterului mare separă fața laterală (externă) a marelui trohanter de restul osului; pe ea se inseră mușchiul vast lateral (Musculus vastus lateralis).

- Trohanterul mic sau micul trochanter (Trochanter minor)  este o proeminență mică mamelonată, situată la partea posterioară și inferioară a colului femural; el are formă conică și vârful turtit.  Pe trohanterul mic se inseră mușchiul iliopsoas (Musculus iliopsoas).

- Colul chirurgical (Collum chirurgicum) este acea porțiune a osului, care leagă extremitatea superioară de corpul osului. Acesta este situat imediat sub trohantere.

## Extremitatea sau epifiza inferioară (distală)
Epifiza inferioara este un masiv voluminos, mai intins in sens transversal decat in sens antero-posterior. Este formata din doua proeminente articulare puternice numite condili. Anterior, cei doi condili converg spre o suprafata numita suprafata patelara, in timp ce posterior condilii sunt separati de o fosa adanca numita fosa intercondiliara.
- Suprafata patelara (facies patelaris), are forma unei trohlei (trohleea femurala) cu un sant antero-posterior ce separa doi versanti, versantul lateral fiind mai intins decat cel medial. Deasupra trohleei, se afla o depresiune numita gropita suprapatelara sau supratrohleana, in care intra baza rotulei in miscarile de extensie ale gambei pe coapsa.
- Condilii, sunt in numar de doi, dintre care unul medial (condylus medialis) sau condilul tibial si celalalt lateral (condylus lateralis) sau condilul fibular. Ei diverg antero-posterior, delimitand astfel fosa intercondiliară menționată. Condilul medial este mai îngust ca cel lateral, fiind  situat mai jos decat acesta. Gratie acestei particularități coapsa formează cu gamba un unghi obtuz de 170 - 175° deschis lateral. Unghiul este mai accentuat la femei decât la bărbați. Când condilul medial coboară prea mult, rezulta o deformare numita genu valgum, caracterizata printr-o oblicitate mai mare a femurului, proiecția mediala a genunchiului si diminuarea unghiului lateral sub 145°. Situația inversa, când unghiul dintre coapsa si gamba este deschis medial, constituie genu varum.

Fiecare condil prezinta sase fete: superioara, anterioara, inferioara, posterioara, mediala (intercondiliara) si laterala (cutanata)
- - Fata superioara corespunde corpului femural
  - Fetele anterioara, inferioara si posterioara formeaza supraata articulara care continua cei doi versanti ai suprafetei patelare si descriu o curba antero-posterioara, cu raza descrescanda de la 43 mm (in partea anterioara) la 16 mm (in partea posterioara)
  - Fetele intercondiliare se privesc intre ele si delimiteaza fosa intercondiliara.
  - Fetele laterale sunt neregulate. Prezinta cate o proeminenta numita epicondil medial si respectiv epicondil lateral, pe care se insera ligamentele colaterale corespunzatoare articulatiei genunchiului.